# ダークコア
ダークコア (Darkcore) は1993年にイギリスハードコアレイヴのシーンで人気が高くなった音楽ジャンルであり、比較的新しい電子音楽ジャンル「ドラムンベース」の元となったジャンルの1つであると見なされている。また、ダークコアは同時期に存在した ハッピー系音楽への反動という意義もあった。（いずれのスタイルもブレイクビートハードコアから生まれている）

## 特徴
ダークコアは、非常に低周波のベースラインの組み合わせ、それから約150から160BPMのブレイクビーツを重ねているのが特徴。これらの基本的な特徴の他に、ホラー映画のテーマ音楽または叫び声のような、暗いテーマサンプルも補助的に含められている。 スタイルが熟成して以降は、混沌とした不吉なムードを作るために、過度なリバーブ、ディレイや、ピッチシフトまたはタイムストレッチのような単純な効果も試みられ、ホラー的なサンプリング素材を無節操に使用する事はなくなった。

## DJ
イギリスのハードコア、及びジャングルDJの多くが、主として1993年の全盛期前後にダークコアへ手を出していたが、あえてダークコアへ分類される著名DJやプロデューサーは以下の通りである。
- Bizzy B
- Dj Ophidian
- Doc Scott
- Drokz
- Hyper-on-Experience
- International Rude Boyz
- Lewi Cifer
- Metalheadz productions
- Q Project
- Simon underground
- Stampede
- Tails
- Tango
- The Terrorist

## 現在のダークコア
現在、ダークコアはブレイクビーツのプロデューサーやDJ全てを言い表すためにも使われており、曲のテンポとして160から190BPM以上の作品が主となっている。現在のダークコアは曲調と作成過程において異なってはいるものの、歴史的にドラムンベースの要素が含まれるという事実があるために、ドラムンベースに分類されている。